# Marcel van der Westen
Marcel van der Westen (* 1. srpna 1976, Laren, Severní Holandsko) je nizozemský atlet, překážkář, který získal na halovém ME v Birminghamu 2007 stříbrnou medaili v běhu na 60 metrů překážek. Ve finále prohrál o jednu setinu se svým krajanem Gregory Sedocem.
V roce 2008 reprezentoval na letních olympijských hrách v Pekingu, kde skončil v semifinále na celkovém desátém místě. Těsně před branami finále zůstal také na halovém ME 2002 ve Vídni, na mistrovství světa v Helsinkách 2005 a na halovém MS v Moskvě 2006.